# UEFA Europa Conference League 2023-2024 (qualificazioni)
La fase di qualificazione della UEFA Europa Conference League 2023-2024 si è disputata tra il 12 luglio e il 17 agosto 2023. Hanno partecipato a questa prima fase della competizione 147 club: 32 di essi si sono qualificati al successivo turno di spareggi, composto da 44 squadre.

## Date
| Turno         | Sorteggio             | Andata               | Ritorno            |
| ------------- | --------------------- | -------------------- | ------------------ |
| Primo turno   | 20 giugno 2023 (Nyon) | 12-13 luglio 2023    | 18-20 luglio 2023  |
| Secondo turno | 21 giugno 2023 (Nyon) | 25-26-27 luglio 2023 | 1º-2-3 agosto 2023 |
| Terzo turno   | 24 luglio 2023 (Nyon) | 9-10 agosto 2023     | 16-17 agosto 2023  |

## Squadre

### PercorsoCampioni
Il Percorso Campioni comprende tutte le squadre vincitrici dei rispettivi campionati di lega che vengono eliminate dalla fase di qualificazione della Champions League, così suddivise:
- Secondo turno di qualificazione (16 squadre): le 3 perdenti del turno preliminare UCL e le 13 perdenti del primo turno di qualificazione UCL.
- Terzo turno di qualificazione (10 squadre): 2 squadre perdenti del primo turno di qualificazione UCL e le 8 vincitrici del secondo turno di qualificazione UECL.

Le 5 squadre vincitrici del terzo turno di qualificazione avanzano agli spareggi.
| Legenda                                                        | Legenda                        | Legenda | Legenda |
| -------------------------------------------------------------- | ------------------------------ | ------- | ------- |
| I club vincitori del terzo turno avanzano al turno di spareggi |                                |         |         |
| I club sconfitti nel secondo turno e                           | nel terzo turno sono eliminati |         |         |

| Squadre          | Coeff  |
| ---------------- | ------ |
| Flora Tallinn    | 10.500 |
| Lincoln Red Imps | 8.500  |

| Squadre          | Coeff  |
| ---------------- | ------ |
| Ferencváros      | 27.000 |
| Shamrock Rovers  | 9.000  |
| The New Saints   | 9.000  |
| Dinamo Tbilisi   | 7.500  |
| Budućnost        | 7.500  |
| Partizani Tirana | 5.000  |
| Farul Costanza   | 4.100  |
| Tre Penne        | 4.000  |
| Valmiera         | 3.500  |
| Larne            | 3.000  |
| Ballkani         | 3.000  |
| Urartu           | 3.000  |
| Ħamrun Spartans  | 2.500  |
| Swift Hesperange | 1.800  |
| Struga           | 1.100  |
| Atlètic Escaldes | 1.033  |

### PercorsoPiazzate
Il Percorso Piazzate comprende tutte le squadre non-campioni che non si qualificano direttamente al turno di spareggi, così suddivise:
- Primo turno di qualificazione (60 squadre): 60 squadre qualificate che entrano in questo turno.
- Secondo turno di qualificazione (90 squadre): 60 squadre direttamente qualificate a questo turno e 30 vincitrici del primo turno di qualificazione UECL.
- Terzo turno di qualificazione (54 squadre): 9 squadre direttamente qualificate a questo turno e 45 vincitrici del secondo turno di qualificazione UECL.

Le 27 squadre vincitrici del terzo turno di qualificazione avanzano agli spareggi.
| Legenda                                                        | Legenda             | Legenda                        | Legenda |
| -------------------------------------------------------------- | ------------------- | ------------------------------ | ------- |
| I club vincitori del terzo turno avanzano al turno di spareggi |                     |                                |         |
| I club sconfitti nel primo turno,                              | nel secondo turno e | nel terzo turno sono eliminati |         |

| Squadre        | Coeff  |
| -------------- | ------ |
| AZ Alkmaar     | 47.500 |
| Dinamo Kiev    | 35.000 |
| Partizan       | 25.500 |
| Rapid Vienna   | 18.500 |
| Arouca         | 11.243 |
| Hajduk Spalato | 9.000  |
| Hearts         | 7.280  |
| Brann          | 5.800  |
| Nordsjælland   | 5.565  |

| Squadre            | Coeff  |
| ------------------ | ------ |
| Club Bruges        | 54.000 |
| Basilea            | 53.000 |
| Gent               | 37.500 |
| Fenerbahçe         | 30.000 |
| CFR Cluj           | 27.500 |
| Midtjylland        | 25.500 |
| PAOK               | 25.000 |
| Maccabi Tel Aviv   | 24.000 |
| Viktoria Plzeň     | 22.000 |
| Bodø/Glimt         | 20.000 |
| Lech Poznań        | 19.000 |
| Hapoel Be'er Sheva | 17.000 |
| Djurgården         | 16.500 |
| APOEL              | 14.500 |
| Beşiktaş           | 14.000 |
| CSKA Sofia         | 13.000 |
| Twente             | 11.980 |
| Rijeka             | 11.500 |
| Vitória Guimarães  | 11.243 |
| FCSB               | 11.000 |
| Legia Varsavia     | 11.000 |
| Rosenborg          | 11.000 |
| Spartak Trnava     | 10.500 |
| AEK Larnaca        | 10.000 |
| Omonia             | 10.000 |
| KuPS               | 9.500  |
| Neftçi Baku        | 9.000  |
| Osijek             | 8.000  |
| Hibernian          | 7.280  |
| Arīs Salonicco     | 7.000  |

| Squadre            | Coeff |
| ------------------ | ----- |
| Austria Vienna     | 6.800 |
| Petrocub Hîncești  | 6.500 |
| Drita              | 6.500 |
| Vojvodina          | 6.475 |
| Adana Demirspor    | 6.420 |
| Lucerna            | 6.335 |
| Vorskla            | 6.000 |
| Bohemians 1905     | 5.810 |
| Aarhus             | 5.565 |
| Beitar Gerusalemme | 5.000 |
| Hammarby           | 4.750 |
| Kalmar             | 4.750 |
| Levski Sofia       | 4.500 |
| Kauno Žalgiris     | 4.500 |
| Pogoń Stettino     | 4.150 |
| Debrecen           | 4.125 |
| Zalaegerszeg       | 4.125 |
| Kecskemét          | 4.125 |
| Sepsi              | 4.100 |
| Qəbələ             | 4.000 |
| Borac Banja Luka   | 4.000 |
| CSKA 1948 Sofia    | 4.000 |
| Sabah              | 3.325 |
| Ordabasy           | 2.525 |
| Aqtöbe             | 2.525 |
| Celje              | 2.500 |
| Auda Ķekava        | 2.125 |
| Differdange 03     | 2.000 |
| Tarpeda-BelAZ      | 1.975 |

| Squadre             | Coeff  |
| ------------------- | ------ |
| F91 Dudelange       | 10.000 |
| Riga FC             | 10.000 |
| Maribor             | 9.500  |
| Škendija            | 9.500  |
| Linfield            | 8.500  |
| Vaduz               | 8.500  |
| DAC Dunajská Streda | 8.500  |
| Dundalk             | 8.500  |
| P'yownik            | 8.000  |
| Alaškert            | 8.000  |
| Sutjeska            | 7.500  |
| Shkupi              | 7.000  |
| Sarajevo            | 7.000  |
| RFS Riga            | 6.500  |
| Tobyl               | 6.500  |
| B36 Tórshavn        | 6.500  |
| Ararat-Armenia      | 6.500  |
| Gżira Utd           | 6.000  |
| Levadia Tallinn     | 6.000  |
| Dinamo Minsk        | 5.500  |
| Connah's Q.N.       | 5.500  |
| Milsami Orhei       | 5.000  |
| La Fiorita          | 5.000  |
| HB Tórshavn         | 5.000  |
| Europa FC           | 5.000  |
| Domžale             | 5.000  |
| FC Santa Coloma     | 5.000  |
| Progrès Niedercorn  | 5.000  |
| Dinamo Batumi       | 4.500  |
| Inter Escaldes      | 4.500  |
| Crusaders           | 4.500  |

| Squadre              | Coeff |
| -------------------- | ----- |
| Paide                | 4.000 |
| Tirana               | 4.000 |
| Žilina               | 3.950 |
| T'orp'edo Kutaisi    | 3.500 |
| Víkingur             | 3.000 |
| St Patrick's         | 3.000 |
| Vllaznia             | 3.000 |
| Víkingur Gøta        | 3.000 |
| Derry City           | 3.000 |
| Makedonija G.P.      | 2.500 |
| Panevėžys            | 2.500 |
| Honka                | 2.500 |
| Željezničar          | 2.500 |
| Balzan               | 2.500 |
| Zimbru Chișinău      | 2.450 |
| Gjilani              | 2.208 |
| Dukagjini            | 2.208 |
| Haka                 | 2.050 |
| Dila Gori            | 2.000 |
| Birkirkara           | 2.000 |
| Glentoran            | 2.000 |
| Trans Narva          | 2.000 |
| Hegelmann            | 2.000 |
| Nëman                | 1.975 |
| KA Akureyri          | 1.450 |
| Egnatia              | 1.250 |
| Penybont             | 1.233 |
| Haverfordwest County | 1.233 |
| FCB Magpies          | 1.158 |
| Arsenal Tivat        | 0.950 |
| Cosmos               | 0.399 |

## Risultati

### Primo turno

#### Sorteggio
Il sorteggio per il primo turno di qualificazione si è svolto il 20 giugno 2023, ore 14:00 CEST.
Un totale di 60 squadre si affronteranno nel primo turno di qualificazione. I club verranno suddivisi in due: teste di serie e non teste di serie (in base al ranking per coefficienti rilevato a inizio stagione). Prima del sorteggio, la UEFA ha formato sei gironi da dieci squadre (cinque teste di serie e cinque non teste di serie) secondo i principi stabiliti dal Comitato Competizioni per Club. La prima squadra estratta in ogni accoppiamento è la squadra che giocherà in casa la gara di andata.
| Gruppo 1                                               | Gruppo 1                                                  | Gruppo 2                                                  | Gruppo 2                                                    | Gruppo 3                                                              | Gruppo 3                                                  |
| Teste di serie                                         | Non teste di serie                                        | Teste di serie                                            | Non teste di serie                                          | Teste di serie                                                        | Non teste di serie                                        |
| ------------------------------------------------------ | --------------------------------------------------------- | --------------------------------------------------------- | ----------------------------------------------------------- | --------------------------------------------------------------------- | --------------------------------------------------------- |
| Ararat-Armenia Sutjeska Sarajevo Vaduz Domžale         | T'orp'edo Kutaisi Balzan Nëman Egnatia Cosmos             | Maribor Alaškert Dinamo Batumi La Fiorita Dinamo Minsk    | Tirana Željezničar Zimbru Chișinău Birkirkara Arsenal Tivat | Linfield Dundalk Connah's Q.N. Progrès Niedercorn Inter Escaldes      | KA Akureyri Víkingur Gøta Gjilani Vllaznia FCB Magpies    |
| Gruppo 4                                               | Gruppo 4                                                  | Gruppo 5                                                  | Gruppo 5                                                    | Gruppo 6                                                              | Gruppo 6                                                  |
| Teste di serie                                         | Non teste di serie                                        | Teste di serie                                            | Non teste di serie                                          | Teste di serie                                                        | Non teste di serie                                        |
| Riga FC Škendija Levadia Tallinn HB Tórshavn Crusaders | Žilina Haka Derry City Víkingur Gøta Haverfordwest County | DAC Dunajská Streda P'yownik RFS Riga Tobyl Milsami Orhei | Makedonija G.P. Panevėžys Honka Dila Gori Trans Narva       | F91 Dudelange Shkupi Crusaders B36 Tórshavn Gżira Utd FC Santa Coloma | Paide St Patrick's Dukagjini Glentoran Hegelmann Penybont |

#### Risultati
| Squadra 1           | Totale            | Squadra 2            | Andata | Ritorno     |
| ------------------- | ----------------- | -------------------- | ------ | ----------- |
| Sutjeska            | 2 - 1             | Cosmos               | 1 - 0  | 1 - 1       |
| Domžale             | 4 - 5             | Balzan               | 1 - 4  | 3 - 1 (dts) |
| Vaduz               | 2 - 3             | Nëman                | 1 - 2  | 1 - 1       |
| Ararat-Armenia      | 5 - 5 (4-2 dtr)   | Egnatia              | 1 - 1  | 4 - 4 (dts) |
| T'orp'edo Kutaisi   | 3 - 3 (4-2 dtr)   | Sarajevo             | 2 - 2  | 1 - 1 (dts) |
| Alaškert            | 7 - 2             | Arsenal Tivat        | 1 - 1  | 6 - 1       |
| Željezničar         | 4 - 3             | Dinamo Minsk         | 2 - 2  | 2 - 1       |
| La Fiorita          | 1 - 2             | Zimbru Chișinău      | 1 - 1  | 0 - 1       |
| Maribor             | 3 - 2             | Birkirkara           | 1 - 1  | 2 - 1       |
| Tirana              | 3 - 2             | Dinamo Batumi        | 1 - 1  | 2 - 1       |
| FCB Magpies         | 1 - 3             | Dundalk              | 0 - 0  | 1 - 3       |
| Inter Escaldes      | 3 - 2             | Víkingur Gøta        | 2 - 1  | 1 - 1       |
| Progrès Niedercorn  | 4 - 2             | Gjilani              | 2 - 2  | 2 - 0       |
| Linfield            | 3 - 2             | Vllaznia             | 3 - 1  | 0 - 1       |
| KA Akureyri         | 4 - 0             | Connah's Q.N.        | 2 - 0  | 2 - 0       |
| Škendija            | 1 - 1 (2-3 dtr)   | Haverfordwest County | 1 - 0  | 0 - 1 (dts) |
| Haka                | 2 - 3             | Crusaders            | 2 - 2  | 0 - 1       |
| HB Tórshavn         | 0 - 1             | Derry City           | 0 - 0  | 0 - 1       |
| Riga FC             | 2 - 1             | Víkingur             | 2 - 0  | 0 - 1       |
| Žilina              | 4 - 2             | Levadia Tallinn      | 2 - 1  | 2 - 1       |
| P'yownik            | 5 - 0             | Trans Narva          | 2 - 0  | 3 - 0       |
| Panevėžys           | 3 - 2             | Milsami Orhei        | 2 - 2  | 1 - 0       |
| Tobyl               | 2 - 1             | Honka                | 2 - 1  | 0 - 0       |
| DAC Dunajská Streda | 2 - 3             | Dila Gori            | 2 - 1  | 0 - 2       |
| Makedonija G.P.     | 1 - 5             | RFS Riga             | 0 - 1  | 1 - 4       |
| Dukagjini           | 5 - 3             | Europa FC            | 2 - 1  | 3 - 2       |
| Penybont            | 1 - 3             | FC Santa Coloma      | 1 - 1  | 0 - 2 (dts) |
| Hegelmann Litauen   | 0 - 5             | Shkupi               | 0 - 5  | 0 - 0       |
| F91 Dudelange       | 5 - 3             | St Patrick's         | 2 - 1  | 3 - 2       |
| B36 Tórshavn        | 2 - 0             | Paide                | 0 - 0  | 2 - 0 (dts) |
| Gżira Utd           | 3 - 3 (14-13 dtr) | Glentoran            | 2 - 2  | 1 - 1 (dts) |

Note
1. 1 2 3  Inversione di campo rispetto all'esito del sorteggio.

##### Andata
| Arbitro: | Radoslav Gidzhenov |

|                           |           |             |
| Van Lingen 24’ Roemer 61’ | Marcatori | 90+3’ Doyle |

| Tórshavn 12 luglio 2023, ore 20:00 CEST ritorno → | B36 Tórshavn   | 0 – 0 referto | Paide | Stadio Gundadalur (645 spett.)\| Arbitro: \| Lothar D'hondt \| |
| Arbitro:                                          | Lothar D'hondt |               |       |                                                                |

| Arbitro: | Dzmitry Dzmitryieu |

|                      |           |              |
| Vukadinović 62’, 75’ | Marcatori | 39’ Kaufmann |

| Arbitro: | Trustin Farrugia Cann |

|            |           |               |
| Alemão 36’ | Marcatori | 90+7’ Dwamena |

| Arbitro: | Jérémy Muller |

|                            |           |                      |
| Feher 28’ El Haddadi 45+1’ | Marcatori | 59’ (rig.) Vatnhamar |

| Arbitro: | Kyriakos Athanasiou |

|                                 |           |  |
| Juričić 65’ Kraizmer 88’ (aut.) | Marcatori |  |

| Arbitro: | David Dickinson |

|                                |           |            |
| Ďuriš 7’ Myslovič 90+3’ (rig.) | Marcatori | 51’ Agyiri |

| Arbitro: | Mikkel Redder |

|  |           |          |
|  | Marcatori | 34’ Ilić |

| Gibilterra 13 luglio 2023, ore 18:00 CEST ritorno → | FCB Magpies          | 0 – 0 referto | Dundalk | Victoria Stadium (847 spett.)\| Arbitro: \| Mohammad Usman Aslam \| |
| Arbitro:                                            | Mohammad Usman Aslam |               |         |                                                                     |

| Arbitro: | Sivert Amland |

|                                |           |                         |
| Rogerson 33’ (rig.) Fofana 36’ | Marcatori | 22’ Forsythe 68’ Clarke |

| Arbitro: | Antoni Bandić |

|                                |           |                         |
| Čađenović 17’ (rig.) Smith 48’ | Marcatori | 51’ (rig.), 67’ Gînsari |

| Arbitro: | Paul Mclaughlin |

|                      |           |                                                       |
| Kovačević 57’ (rig.) | Marcatori | 8’ Andrejić 44’ (rig.) Grech 53’ Olawale 90+4’ Zerjal |

| Arbitro: | Snir Levy |

|                              |           |                              |
| Sandokhadze 44’ Bugridze 48’ | Marcatori | 47’ Oliveira 52’ Varešanović |

| Arbitro: | Ádám Farkas |

|             |           |                |
| Ustinov 66’ | Marcatori | 23’ Montenegro |

| Arbitro: | Tom Owen |

|                       |           |  |
| Aurélio 31’ Regža 52’ | Marcatori |  |

| Arbitro: | Jóhan Hendrik Ellefsen |

|                           |           |                  |
| Shabani 30’ Zulfiji 90+6’ | Marcatori | 45+6’ Jesús Pozo |

| Arbitro: | Menelaos Antoniou |

|  |           |                                        |
|  | Marcatori | 11’, 45+1’, 56’, 62’ Cephas 23’ Queven |

| Arbitro: | Stefan Ebner |

|                         |           |                              |
| Wilkson 29’ B. Borg 40’ | Marcatori | 9’ Ogedi-Uzokwe 48’ Marshall |

| Arbitro: | Oliver Reitala |

|                           |           |                                 |
| De Almeida 11’ Natami 62’ | Marcatori | 48’ (rig.), 66’ (rig.) Ramadani |

| Arbitro: | Jarred Gillett |

|                       |           |               |
| Trusa 33’ Ramadan 36’ | Marcatori | 43’ Kovtaliuk |

| Arbitro: | Andreas Argyrou |

|              |           |             |
| Venables 66’ | Marcatori | 36’ Mourelo |

| Arbitro: | Jovan Kachevski |

|            |           |                          |
| Cavegn 22’ | Marcatori | 29’ Zubovich 82’ Şukurov |

| Arbitro: | Robert Jones |

|               |           |               |
| Lushkja 90+3’ | Marcatori | 66’ Flamarion |

| Arbitro: | Antoine Paul Chiaramonti |

|                                    |           |  |
| Steingrímsson 60’ Hafsteinsson 83’ | Marcatori |  |

| Arbitro: | Joey Kooij |

|           |           |  |
| Shala 47’ | Marcatori |  |

| Tórshavn 13 luglio 2023, ore 20:00 CEST ritorno → | HB Tórshavn        | 0 – 0 referto | Derry City | Tórsvøllur (600 spett.)\| Arbitro: \| Kristoffer Hagenes \| |
| Arbitro:                                          | Kristoffer Hagenes |               |            |                                                             |

| Arbitro: | Jason Barcelo |

|              |           |  |
| Marković 79’ | Marcatori |  |

| Arbitro: | Evangelos Manouchos |

|                    |           |                        |
| Haračić 85’, 90+1’ | Marcatori | 41’ Bakhar 50’ Marozaŭ |

| Arbitro: | Luis Teixeira |

|             |           |             |
| Casolla 34’ | Marcatori | 64’ Căruntu |

| Arbitro: | Ivo Torres |

|                          |           |           |
| Mckee 57’, 68’ Scott 76’ | Marcatori | 89’ Jurić |

| Arbitro: | Mohammed Al-emara |

|                  |           |           |
| Brnić 67’ (rig.) | Marcatori | 31’ Mbong |

##### Ritorno
| Arbitro: | Visar Kastrati |

|            |           |                                     |
| Fausto 94’ | Marcatori | 44’ Nwankwo 63’ Pišek 73’ Kovačević |

| Arbitro: | Martin Dohál |

|                   |           |                         |
| Yankam 19’ (rig.) | Marcatori | 80’ Jakupović 88’ Skuka |

| Arbitro: | Neil Doyle |

|                              |           |                                   |
| Quintana 38’ (rig.) Vera 87’ | Marcatori | 23’ (rig.), 79’ Zulfiji 47’ Shala |

| Arbitro: | Roman Jitari |

|                           |           |  |
| Garrido 105+1’ Novoa 119’ | Marcatori |  |

| Arbitro: | Andrew Davey |

|  |           |                                   |
|  | Marcatori | 8’ Dašyan 14’ Juninho 66’ Juričić |

| Arbitro: | Urs Schnyder |

|                                     |           |               |
| Kouadio 43’, 58’ Panić 68’ Ilić 86’ | Marcatori | 50’ Stojkoski |

| Arbitro: | Vitalij Romanov |

|  |           |                            |
|  | Marcatori | 92’ Nielsen 95’ Przybylski |

| Arbitro: | Erkan Özdamar |

|  |           |           |
|  | Marcatori | 56’ Keita |

| Vantaa 20 luglio 2023, ore 18:00 CEST ← andata | Honka       | 0 – 0 (tot.: 1-2) referto | Tobyl | Myyrmäen jalkapallostadion (1 611 spett.)\| Arbitro: \| Lazar Lukić \| |
| Arbitro:                                       | Lazar Lukić |                           |       |                                                                        |

| Arbitro: | Miloš Savović |

|            |           |                             |
| Agyiri 10’ | Marcatori | 3’ Rusnák 45+2’ Stojchevski |

| Arbitro: | Michal Ocenáš |

|                     |           |                              |
| Sjadz'ko 64’ (rig.) | Marcatori | 44’ (aut.) Sačyŭka 78’ Krpić |

| Arbitro: | Mervan Bejtullahu |

|             |           |  |
| Dedečko 35’ | Marcatori |  |

| Arbitro: | Fabio Maresca |

|               |           |                       |
| Kapanadze 90’ | Marcatori | 28’ Lushkja 77’ Deliu |

| Arbitro: | Ante Čulina |

|                   |           |  |
| Gale 33’ Alef 78’ | Marcatori |  |

| Arbitro: | Nenad Minaković |

|                    |           |              |
| Savicki 16’ (rig.) | Marcatori | 86’ Golliard |

| Arbitro: | Dragomir Draganov |

|                                           |                      |                                               |
| Medeiros 4’ Kasa 36’ Dwamena 108’, 120+4’ | Marcatori            | 17’ Eza 58’ Castanheira 110’ Yenne 113’ Bueno |
| Dwamena Zejnullai Musta Aleksi            | Tiri di rigore 2 – 4 | Alemão Serobyan Castanheira Yenne             |

| Arbitro: | Jan Machálek |

|                      |           |            |
| Vatnhamar 76’ (rig.) | Marcatori | 65’ Andreu |

| Arbitro: | Yasar Kemal Ugurlu |

|  |           |                           |
|  | Marcatori | 65’ Mazure 90+1’ Jarmouni |

| Arbitro: | Gustavo Correia |

|  |           |                                    |
|  | Marcatori | 16’ Hafsteinsson 77’ Aðalsteinsson |

| Arbitro: | Oleksij Derevyns'kyj |

|              |           |                                                                |
| Đorđević 58’ | Marcatori | 40’, 45+1’, 48’ Agdon 74’ Racines 90+2’ Grigoryan 90+5’ Mensah |

| Arbitro: | Sigurd Kringstad |

| |                        | |
| Burns 90+13’                                                                                                 | Marcatori              | 67’ Lucas Macula                                                                                   |
| Donnelly McCullough Boyd Jenkins Burns Walsh Marshall Sule Wilson Singleton McCarey Donnelly McCullough Boyd | Tiri di rigore 13 – 14 | Wilkson Mendoza Scerri Essaka Borg Chabá Romero Thiaguinho Borg Dias Cassar Wilkson Mendoza Scerri |

| Arbitro: | Dominik Stary |

|          |           |              |
| Nisi 41’ | Marcatori | 73’ Krstović |

| Arbitro: | Patrik Kolarić |

|                                           |           |         |
| Hoban 3’ Martin 48’ Dos Santos 83’ (aut.) | Marcatori | 33’ Joe |

| Arbitro: | Rauf Jabarov |

|           |           |  |
| Balaj 54’ | Marcatori |  |

| Arbitro: | Ivar Orri Kristjansson |

|                                          |                      |                                     |
| Jenkins 89’                              | Marcatori            |                                     |
| Hawkins Richards Wilson Whitmore Fawcett | Tiri di rigore 3 – 2 | Krasniqi Çinari Adili Qaka Ramadani |

| Arbitro: | Marek Radina |

|            |           |  |
| Diallo 23’ | Marcatori |  |

| Arbitro: | Alessandro Dudic |

|                |           |  |
| Guðjónsson 83’ | Marcatori |  |

| Arbitro: | Edgars Maļcevs |

|                               |           |                           |
| Desprez 22’ (aut.) Murphy 60’ | Marcatori | 9’, 67’, 90+5’ Van Lingen |

| Arbitro: | Ion Orlic |

|                                     |                      |                                                  |
| Ziljkić 12’                         | Marcatori            | 90+1’ Gigauri                                    |
| Ikić Čataković Avramovski Beganović | Tiri di rigore 2 – 4 | Caballero Shergelashvili Mandzhgaladze Kobuladze |

| Arbitro: | Jan Petrik |

|             |           |  |
| Heatley 73’ | Marcatori |  |

| Skopje 20 luglio 2023, ore 21:00 CEST ← andata | Shkupi       | 0 – 0 (tot.: 5-0) referto | Hegelmann | Arena nazionale Toše Proeski (1 260 spett.)\| Arbitro: \| Tim Marshall \| |
| Arbitro:                                       | Tim Marshall |                           |           |                                                                           |

### Secondo turno

#### Sorteggio
Il sorteggio per il secondo turno di qualificazione si è svolto il 21 giugno 2022, ore 13:00 CEST.
Un totale di 106 squadre si affronteranno nel secondo turno di qualificazione. Saranno divisi in due percorsi:
- Campioni (16 squadre): Le squadre, la cui identità non era nota al momento del sorteggio, saranno divise in questo modo:
  - Teste di serie: 13 delle 15 perdenti del primo turno di qualificazione della Champions League, (due delle squadre riceveranno un bye al terzo turno di qualificazione).
  - Non teste di serie: Le 3 perdenti del turno preliminare della Champions League.
- Piazzate (90 squadre): 59 squadre che entrano in questo turno, e 31 vincitrici del primo turno di qualificazione.

Prima del sorteggio, la UEFA ha formato tre gruppi per il "percorso campioni", due di questi gruppi, composti da cinque teste di serie e cinque non teste di serie; ed il terzo gruppo formato da tre squadre teste di serie ed una non teste di serie. Invece per il "percorso piazzate" ha formato nove gruppi composti da dieci squadre (cinque teste di serie e cinque non teste di serie) secondo i principi stabiliti dal Comitato Competizioni per Club. La prima squadra estratta in ogni accoppiamento è la squadra che giocherà in casa la gara di andata.
| Gruppo 1                                                                       | Gruppo 1           | Gruppo 2                                                                        | Gruppo 2           | Gruppo 3                    | Gruppo 3           |
| Teste di serie                                                                 | Non teste di serie | Teste di serie                                                                  | Non teste di serie | Teste di serie              | Non teste di serie |
| ------------------------------------------------------------------------------ | ------------------ | ------------------------------------------------------------------------------- | ------------------ | --------------------------- | ------------------ |
| - Ferencváros - Swift Hesperange - Shamrock Rovers - The New Saints - Valmiera | - Tre Penne        | - Farul Costanza - Partizani Tirana - Dinamo Tbilisi - Ħamrun Spartans - Urartu | - Atlètic Escaldes | - Ballkani - Larne - Struga | - Budućnost        |

| Gruppo 1                                                                 | Gruppo 1                                                      | Gruppo 2                                                      | Gruppo 2                                                      | Gruppo 3                                                           | Gruppo 3                                                      |
| Teste di serie                                                           | Non teste di serie                                            | Teste di serie                                                | Non teste di serie                                            | Teste di serie                                                     | Non teste di serie                                            |
| ------------------------------------------------------------------------ | ------------------------------------------------------------- | ------------------------------------------------------------- | ------------------------------------------------------------- | ------------------------------------------------------------------ | ------------------------------------------------------------- |
| Djurgården Rijeka Vitória Guimarães F91 Dudelange Sutjeska               | Lucerna Gżira Utd Dukagjini FC Santa Coloma Celje             | CFR Cluj Hapoel Be'er Sheva Legia Varsavia Dila Gori RFS Riga | Adana Demirspor Vorskla Panevėžys Sabah Ordabasy              | APOEL Beşiktaş FCSB Neftçi Baku Alaškert                           | Vojvodina Željezničar Tirana Debrecen CSKA 1948 Sofia         |
| Gruppo 4                                                                 | Gruppo 4                                                      | Gruppo 5                                                      | Gruppo 5                                                      | Gruppo 6                                                           | Gruppo 6                                                      |
| Teste di serie                                                           | Non teste di serie                                            | Teste di serie                                                | Non teste di serie                                            | Teste di serie                                                     | Non teste di serie                                            |
| Bodø/Glimt Lech Poznań Spartak Trnava P'yownik Osijek                    | Bohemians 1905 Kalmar Kauno Žalgiris Zalaegerszeg Auda Ķekava | Club Bruges Twente Rosenborg Dundalk Hibernian                | Aarhus KA Akureyri Hammarby Inter Escaldes Crusaders          | Basilea Viktoria Plzeň Maribor Haverfordwest County Austria Vienna | Tobyl B36 Tórshavn Drita Borac Banja Luka Differdange 03      |
| Gruppo 7                                                                 | Gruppo 7                                                      | Gruppo 8                                                      | Gruppo 8                                                      | Gruppo 9                                                           | Gruppo 9                                                      |
| Teste di serie                                                           | Non teste di serie                                            | Teste di serie                                                | Non teste di serie                                            | Teste di serie                                                     | Non teste di serie                                            |
| Maccabi Tel Aviv CSKA Sofia AEK Larnaca Arīs Salonicco T'orp'edo Kutaisi | Petrocub Hîncești Ararat-Armenia Sepsi Aqtöbe Tarpeda-BelAZ   | Gent Midtjylland Riga FC KuPS Linfield                        | Žilina Derry City Progrès Niedercorn Pogoń Stettino Kecskemét | Fenerbahçe PAOK Omonia Nëman Shkupi                                | Zimbru Chișinău Balzan Beitar Gerusalemme Levski Sofia Qəbələ |

* I vincitori del primo turno di qualificazione, non erano noti al momento del sorteggio 

#### Risultati
| Squadra 1          | Totale          | Squadra 2            | Andata   | Ritorno     |
| Campioni           | Campioni        | Campioni             | Campioni | Campioni    |
| ------------------ | --------------- | -------------------- | -------- | ----------- |
| Tre Penne          | 0 - 10          | Valmiera             | 0 - 3    | 0 - 7       |
| Ferencváros        | 6 - 0           | Shamrock Rovers      | 4 - 0    | 2 - 0       |
| The New Saints     | 3 - 4           | Swift Hesperange     | 1 - 1    | 2 - 3       |
| Atlètic Escaldes   | 1 - 5           | Partizani Tirana     | 0 - 1    | 1 - 4       |
| Ħamrun Spartans    | 3 - 1           | Dinamo Tbilisi       | 2 - 1    | 1 - 0       |
| Farul Costanza     | 6 - 4           | Urartu               | 3 - 2    | 3 - 2       |
| Struga             | 5 - 3           | Budućnost            | 1 - 0    | 4 - 3       |
| Ballkani           | 7 - 1           | Larne                | 3 - 0    | 4 - 1       |
| Piazzate           |                 |                      |          |             |
| Dukagjini          | 1 - 7           | Rijeka               | 0 - 1    | 1 - 6       |
| Gżira Utd          | 3 - 2           | F91 Dudelange        | 2 - 0    | 1 - 2       |
| Djurgården         | 2 - 3           | Lucerna              | 1 - 2    | 1 - 1       |
| Celje              | 4 - 4 (4-2 dtr) | Vitória Guimarães    | 3 - 4    | 1 - 0 (dts) |
| Sutjeska           | 2 - 3           | FC Santa Coloma      | 2 - 0    | 0 - 3 (dts) |
| Hapoel Be'er Sheva | 2 - 1           | Panevėžys            | 1 - 0    | 1 - 1       |
| Vorskla            | 3 - 4           | Dila Gori            | 2 - 1    | 1 - 3       |
| CFR Cluj           | 2 - 3           | Adana Demirspor      | 1 - 1    | 1 - 2       |
| Ordabasy           | 4 - 5           | Legia Varsavia       | 2 - 2    | 2 - 3       |
| RFS Riga           | 1 - 4           | Sabah                | 0 - 2    | 1 - 2       |
| Beşiktaş           | 5 - 1           | Tirana               | 3 - 1    | 2 - 0       |
| Željezničar        | 2 - 4           | Neftçi Baku          | 2 - 2    | 0 - 2       |
| APOEL              | 4 - 2           | Vojvodina            | 2 - 1    | 2 - 1       |
| CSKA 1948 Sofia    | 2 - 4           | FCSB                 | 0 - 1    | 2 - 3       |
| Alaškert           | 2 - 2 (1-3 dtr) | Debrecen             | 0 - 1    | 2 - 1 (dts) |
| Lech Poznań        | 5 - 2           | Kauno Žalgiris       | 3 - 1    | 2 - 1       |
| Kalmar             | 2 - 4           | P'yownik             | 1 - 2    | 1 - 2       |
| Bodø/Glimt         | 7 - 2           | Bohemians 1905       | 3 - 0    | 4 - 2       |
| Auda Ķekava        | 2 - 5           | Spartak Trnava       | 1 - 1    | 1 - 4       |
| Osijek             | 3 - 1           | Zalaegerszeg         | 1 - 0    | 2 - 1       |
| Twente             | 2 - 1           | Hammarby             | 1 - 0    | 1 - 1 (dts) |
| KA Akureyri        | 5 - 3           | Dundalk              | 3 - 1    | 2 - 2       |
| Club Bruges        | 3 - 1           | Aarhus               | 3 - 0    | 0 - 1       |
| Crusaders          | 4 - 5           | Rosenborg            | 2 - 2    | 2 - 3 (dts) |
| Inter Escaldes     | 3 - 7           | Hibernian            | 2 - 1    | 1 - 6       |
| Viktoria Plzeň     | 2 - 1           | Drita                | 0 - 0    | 2 - 1       |
| B36 Tórshavn       | 3 - 2           | Haverfordwest County | 2 - 1    | 1 - 1 (dts) |
| Basilea            | 3 - 4           | Tobyl                | 1 - 3    | 2 - 1       |
| Differdange 03     | 4 - 5           | Maribor              | 1 - 1    | 3 - 4 (dts) |
| Austria Vienna     | 3 - 1           | Borac Banja Luka     | 1 - 0    | 2 - 1       |
| CSKA Sofia         | 0 - 6           | Sepsi                | 0 - 2    | 0 - 4       |
| Ararat-Armenia     | 1 - 2           | Arīs Salonicco       | 1 - 1    | 0 - 1       |
| Maccabi Tel Aviv   | 5 - 0           | Petrocub Hîncești    | 3 - 0    | 2 - 0       |
| Tarpeda-BelAZ      | 3 - 4           | AEK Larnaca          | 2 - 3    | 1 - 1       |
| T'orp'edo Kutaisi  | 3 - 5           | Aqtöbe               | 1 - 4    | 2 - 1       |
| Midtjylland        | 3 - 2           | Progrès Niedercorn   | 2 - 0    | 1 - 2 (dts) |
| Derry City         | 5 - 4           | KuPS                 | 2 - 1    | 3 - 3       |
| Gent               | 10 - 3          | Žilina               | 5 - 1    | 5 - 2       |
| Kecskemét          | 3 - 4           | Riga FC              | 2 - 1    | 1 - 3 (dts) |
| Linfield           | 4 - 8           | Pogoń Stettino       | 2 - 5    | 2 - 3       |
| PAOK               | 4 - 1           | Beitar Gerusalemme   | 0 - 0    | 4 - 1       |
| Nëman              | 2 - 0           | Balzan               | 2 - 0    | 0 - 0       |
| Fenerbahçe         | 9 - 0           | Zimbru Chișinău      | 5 - 0    | 4 - 0       |
| Qəbələ             | 3 - 7           | Omonia               | 2 - 3    | 1 - 4       |
| Shkupi             | 0 - 3           | Levski Sofia         | 0 - 2    | 0 - 1       |

Note
1. 1 2 3  Inversione di campo rispetto all'esito del sorteggio.

##### Andata

###### Campioni
| Arbitro: | Robert Ian Jenkins |

|  |           |         |
|  | Marcatori | 53’ Mba |

| Arbitro: | Jasper Vergoote |

|            |           |           |
| Holden 74’ | Marcatori | 14’ Simão |

| Arbitro: | Miloš Gigovic |

|                  |           |             |
| Mbong 81’, 90+8’ | Marcatori | 60’ Marušić |

| Arbitro: | Miloš Bošković |

|  |           |                         |
|  | Marcatori | 33’, 54’ Mena 47’ Ndoye |

| Arbitro: | Denys Shurman |

|                                             |           |  |
| Rrahmani 26’ (rig.) Kryeziu 33’ Gripshi 67’ | Marcatori |  |

| Arbitro: | Artyom Kuchin |

|             |           |  |
| Ibraimi 30’ | Marcatori |  |

| Arbitro: | Ashot Ghaltakhchyan |

|                                               |           |  |
| Sigér 16’ Ramírez 32’ Traoré 47’ B. Varga 74’ | Marcatori |  |

| Arbitro: | Martin Dohal |

|                                     |           |                          |
| Băluță 27’ Mazilu 45+4’ Larie 90+5’ | Marcatori | 23’ Maksimenko 38’ Zotko |

###### Piazzate
| Arbitro: | Jan Machálek |

|  |           |                        |
|  | Marcatori | 22’ Letić 56’ Volk'ovi |

| Arbitro: | Volen Chinkov |

|                        |           |  |
| Dalsgaard 38’ Kaba 59’ | Marcatori |  |

| Arbitro: | Luca Pairetto |

|  |           |           |
|  | Marcatori | 28’ Coman |

| Arbitro: | Ívar Orri Kristjánsson |

|                          |           |  |
| Savicki 54’ Karpovič 85’ | Marcatori |  |

| Arbitro: | Nenad Minaković |

|                                                        |           |  |
| Kadıoğlu 11’ Kent 14’ Džeko 61’ Szymański 63’ King 88’ | Marcatori |  |

| Arbitro: | Helgi Mikael Jónasson |

|                        |           |                        |
| Sadoŭski 13’ Mbodj 48’ | Marcatori | 63’ Pekhart 86’ Kramer |

| Arbitro: | Vassilis Fotias |

|  |           |            |
|  | Marcatori | 50’ Lončar |

| Arbitro: | Joni Hyytiä |

|                          |           |              |
| Gallego 15’ Jean Luc 71’ | Marcatori | 90+1’ Newell |

| Arbitro: | Bulat Sariyev |

|         |           |           |
| Eza 11’ | Marcatori | 20’ Palma |

| Arbitro: | Arda Kardeşler |

|                                           |           |  |
| Grønbæk 44’ Pellegrino 50’ Espejord 90+2’ | Marcatori |  |

| Arbitro: | Andrei Chivulete |

|                |           |                              |
| Allach 4’, 62’ | Marcatori | 45+1’, 50’, 82’ (rig.) Bezus |

| Arbitro: | Tomáš Klíma |

|                             |           |  |
| Lucas Macula 54’ Scerri 79’ | Marcatori |  |

| Arbitro: | Sander van der Eijk |

|            |           |                     |
| Löfgren 5’ | Marcatori | 29’ Ademi 82’ Kadák |

| Arbitro: | Donald Robertson |

|                         |           |           |
| Kvilitaia 32’ Dvali 65’ | Marcatori | 56’ Zukić |

| Arbitro: | Ian McNabb |

|              |           |                       |
| Trenskow 44’ | Marcatori | 55’ Juričić 81’ Bravo |

| Arbitro: | Kári Á Høvdanum |

|             |           |         |
| Ramires 60’ | Marcatori | 7’ Kóša |

| Plzeň 27 luglio 2023, ore 19:00 CEST ritorno → | Viktoria Plzeň    | 0 – 0 referto | Drita | Stadion města Plzně (10 334 spett.)\| Arbitro: \| Henrik Nalbandyan \| |
| Arbitro:                                       | Henrik Nalbandyan |               |       |                                                                        |

| Arbitro: | Jochem Kamphuis |

|  |           |                    |
|  | Marcatori | 68’ Păun 81’ Varga |

| Arbitro: | Jonathan Lardot |

|              |           |                                                              |
| Arabidze 89’ | Marcatori | 34’ (rig.) Kasym 43’ Raičković 73’ Samorodov 90+3’ Filipović |

| Arbitro: | Irakli Kvirikashvili |

|                                      |           |               |
| Szuhodovszki 52’ (rig.) Pálinkás 85’ | Marcatori | 86’ Contreras |

| Arbitro: | Nikola Popov |

|                          |           |               |
| Rodrigues 73’ Kane 90+3’ | Marcatori | 57’ Kovtaljuk |

| Arbitro: | Elchin Masiyev |

|             |           |               |
| Betancor 6’ | Marcatori | 77’ Stambouli |

| Arbitro: | Gustavo Correia |

|           |           |                                           |
| Barry 25’ | Marcatori | 57’ (rig.) Deblé 62’ Orazov 71’ Chesnokov |

| Arbitro: | Joonas Jaanovits |

|            |           |                 |
| Castro 25’ | Marcatori | 90+6’ Jakupovic |

| Arbitro: | Matthew De Gabriele |

|                                       |           |  |
| Biton 13’ Zahavi 63’ Do. Peretz 90+4’ | Marcatori |  |

| Salonicco 27 luglio 2023, ore 19:30 CEST ritorno → | PAOK           | 0 – 0 referto | Beitar Gerusalemme | Stadio Toumba (16 851 spett.)\| Arbitro: \| Mykola Balakin \| |
| Arbitro:                                           | Mykola Balakin |               |                    |                                                               |

| Arbitro: | Jasmin Sabotic |

|  |           |              |
|  | Marcatori | 30’ Janković |

| Arbitro: | Chrysovalantis Theouli |

|                                       |           |                                                 |
| Bobičanec 1’ Matko 59’ Edmilson 90+6’ | Marcatori | 25’ J. Silva 35’ A. Silva 70’ Amaro 80’ Gonçalo |

| Arbitro: | Rob Hennessy |

|           |           |  |
| Elias 35’ | Marcatori |  |

| Arbitro: | Daniel Schlager |

|                                     |           |           |
| Bulut 21’ Muleka 42’ Kılıçsoy 90+4’ | Marcatori | 83’ Kainã |

| Arbitro: | Bastian Dankert |

|              |           |  |
| Miérez 90+1’ | Marcatori |  |

| Arbitro: | John Brooks |

|            |           |  |
| Steijn 53’ | Marcatori |  |

| Arbitro: | Georgi Davidov |

|                                     |           |           |
| Aðalsteinsson 28’ Hauksson 37’, 45’ | Marcatori | 32’ Kelly |

| Arbitro: | Goga Kikacheishvili |

|                                    |           |  |
| Buchanan 10’ Rits 48’ Vetlesen 76’ | Marcatori |  |

| Arbitro: | Snir Levy |

|                            |           |                      |
| Agnarsson 11’ Johansen 60’ | Marcatori | 80’ Taylor-Crossdale |

| Arbitro: | Tim Marshall |

|                          |           |                                       |
| Glushenkov 70’ Ovono 73’ | Marcatori | 6’ (rig.) Gyurcsó 16’ Casas 40’ Faraj |

| Arbitro: | Visar Kastrati |

|                                                     |           |              |
| Orban 23’ De Sart 55’ Cuypers 67’, 85’ Watanabe 76’ | Marcatori | 79’ Kaprálik |

| Arbitro: | Luka Bilbija |

|                                    |           |          |
| Hotić 11’ Milić 41’ Murawski 45+2’ | Marcatori | 57’ Fase |

| Arbitro: | Joey Kooij |

|                 |           |  |
| Tabaković 90+4’ | Marcatori |  |

| Arbitro: | Robertas Valikonis |

|                           |           |                      |
| Patching 69’ Kavanagh 79’ | Marcatori | 45’ (rig.) Vidjeskog |

| Arbitro: | David Šmajc |

|                        |           |                                                                         |
| Finlayson 56’ Hall 80’ | Marcatori | 14’ (rig.) Grosicki 40’ Gamboa 63’ Malec 66’ Koulourīs 90+5’ Fornalczyk |

| Arbitro: | Sandi Putros |

|                           |           |  |
| Šaletić 24’ Strikovic 73’ | Marcatori |  |

| Arbitro: | Juri Frischer |

|                         |           |                                  |
| Haračić 14’ Amoah 45+8’ | Marcatori | 44’ (aut.) Kosorić 90+5’ Hacıyev |

| Arbitro: | Evangelos Manouchos |

|                             |           |                            |
| Lowry 11’ Reitan 74’ (aut.) | Marcatori | 30’ Holse 42’ (rig.) Sæter |

| Arbitro: | David Fuxman |

|  |           |                                 |
|  | Marcatori | 31’ Welton Felipe 90+4’ Ronaldo |

##### Ritorno

###### Campioni
| Arbitro: | Tomas Klima |

|                                                                                     |           |  |
| Toņiševs 3’, 68’ Nigretti 6’ (aut.) Veips 9’ Kayramani 12’ Ndoye 73’ Jaunzems 90+3’ | Marcatori |  |

| Arbitro: | Ishmael Barbara |

|                                 |           |                                |
| Stolz 2’ Alioui 62’ Martins 66’ | Marcatori | 22’ (rig.), 71’ (rig.) McManus |

| Arbitro: | Zaven Hovhannisyan |

|                                         |           |                    |
| Cara 28’, 45+1’ Rrapaj 64’ Grezda 90+5’ | Marcatori | 90+4’ (rig.) Lopez |

| Arbitro: | David Munro |

|                                             |           |                                     |
| Đuričković 7’ Va. Adžić 45+9’ Sekulovic 82’ | Marcatori | 11’, 45+3’, 74’ Radeski 66’ Ibraimi |

| Arbitro: | Tom Owen |

|                     |           |                               |
| Antwi 11’ Sabua 47’ | Marcatori | 53’ Nedelcu 57’, 90+1’ Alibec |

| Arbitro: | Viktor Shimusik |

|  |           |                 |
|  | Marcatori | 45+2’ Đuranović |

| Arbitro: | Vilhjálmur Alvar Þórarinsson |

|                  |           |                                           |
| Bonis 60’ (rig.) | Marcatori | 27’, 36’ Gripshi 46’ Rrahmani 66’ Kryeziu |

| Arbitro: | Tomasz Musiał |

|  |           |                            |
|  | Marcatori | 31’ Zachariassen 90’ Mmaee |

###### Piazzate
| Arbitro: | Rob Harvey |

|  |           |                                         |
|  | Marcatori | 48’ Tadić 57’, 59’ Batshuayi 77’ Yüksek |

| Ta' Qali 1º agosto 2023, ore 20:30 CEST ← andata | Balzan               | 0 – 0 (tot.: 0-2) referto | Nëman | Centenary Stadium (568 spett.)\| Arbitro: \| Ioannis Papadopoulos \| |
| Arbitro:                                         | Ioannis Papadopoulos |                           |       |                                                                      |

| Arbitro: | Marian Alexandru Barbu |

|            |           |                 |
| Pons 90+6’ | Marcatori | 90+8’ Gorbachik |

| Arbitro: | Yigal Frid |

|                |           |             |
| Hadji 38’, 84’ | Marcatori | 87’ Wilkson |

| Arbitro: | Miloš Milanović |

|                  |           |                              |
| Deblé 43’ (rig.) | Marcatori | 26’ Kade 32’ (rig.) Augustin |

| Arbitro: | Kristoffer Karlsson |

|                                    |           |  |
| Mourelo 35’ Nierga 71’ Garrido 96’ | Marcatori |  |

| Arbitro: | Igor Stojchevski |

|                            |           |             |
| Dašyan 75’ Harutyunyan 77’ | Marcatori | 88’ Rajović |

| Arbitro: | Luca Cibelli |

|                                                     |           |           |
| Daniel 36’ Djuricin 38’ Štetina 45+1’ Procházka 75’ | Marcatori | 88’ Achol |

| Arbitro: | Trustin Farrugia Cann |

|               |           |                           |
| Samorodov 31’ | Marcatori | 58’ Arabidze 66’ Bugridze |

| Arbitro: | Jan Petřík |

|         |           |           |
| Mbo 79’ | Marcatori | 53’ Vítor |

| Arbitro: | Fedayi San |

|                        |           |               |
| Mickels 77’ Apeh 90+4’ | Marcatori | 67’ Ikaunieks |

| Arbitro: | Mads-Kristoffer Kristoffersen |

|             |           |                               |
| Uzėla 90+5’ | Marcatori | 14’ Marchwiński 90+2’ Ba Loua |

| Arbitro: | Dario Bel |

|                                  |           |                                   |
| Tuominen 24’ Savolainen 44’, 58’ | Marcatori | 13’ Kavanagh 55’ Diallo 69’ Duffy |

| Arbitro: | Abdulkadir Bitigen |

|                                           |           |                         |
| Koulourīs 49’ Wahlqvist 58’ Bičaxčyan 75’ | Marcatori | 16’ Mulgrew 51’ McClean |

| Arbitro: | Gal Leibovitz |

|           |           |                                  |
| Ikoba 82’ | Marcatori | 9’ (aut.) Gergényi 73’ Špoljarić |

| Arbitro: | Simone Sozza |

|                                     |           |               |
| Parulava 45’ Kovtalyuk 71’ Gale 86’ | Marcatori | 74’ Stepanjuk |

| Arbitro: | Balázs Berke |

|                    |           |  |
| Saief 20’ Eddy 68’ | Marcatori |  |

| Arbitro: | Ádám Farkas |

|                                         |           |                        |
| Nelson 34’ Þorvaldsson 102’ Cornic 108’ | Marcatori | 45’ Lowry 105’ Heatley |

| Arbitro: | Eldorjan Hamiti |

|                                                            |           |  |
| Matei 19’ (rig.) Aganović 70’ Varga 90’ Alimi 90+5’ (rig.) | Marcatori |  |

| Arbitro: | Peter Kjaesgaard |

|  |           |                                |
|  | Marcatori | 90+1’ Guiagon 90+3’ Do. Peretz |

| Arbitro: | Iwan Arwel Griffith |

|                                        |           |         |
| Muzinga 62’ Mankenda 90+5’ Ngom 120+2’ | Marcatori | 8’ Vágó |

| Arbitro: | Adam Ladebäck |

|                                             |           |            |
| Bezus 5’, 30’ (rig.) Lang 38’ Coulibaly 59’ | Marcatori | 56’ Isaiah |

| Arbitro: | Lionel Tschudi |

|               |           |  |
| Petkov 90+11’ | Marcatori |  |

| Arbitro: | Marcel Bîrsan |

|                         |           |                                                  |
| Matoušek 26’ Krapka 55’ | Marcatori | 22’ Sørli 42’ Moumbagna 78’ Grønbæk 87’ Sørensen |

| Arbitro: | Ferenc Karakó |

|                     |           |               |
| De Almeida 15’, 52’ | Marcatori | 112’ Chilufya |

| Arbitro: | Benoît Millot |

|              |           |                                                                          |
| Friday 45+7’ | Marcatori | 12’ (aut.) Gotlieb 45+1’ Brandon 90+2’ (aut.) Thomas 90+6’ Kōnstantelias |

| Arbitro: | Nathan Verboomen |

|                        |           |                  |
| David 43’ Ndiaye 90+4’ | Marcatori | 68’ (rig.) Mogoș |

| Arbitro: | Stuart Attwell |

|  |           |                           |
|  | Marcatori | 57’ Amartey 75’ Aboubakar |

| Arbitro: | Vitālijs Spasjoņņikovs |

|           |           |                             |
| Zukić 37’ | Marcatori | 27’ Sarfo 74’ (rig.) Efraim |

| Arbitro: | Manfredas Lukjančukas |

|           |           |             |
| Erabi 38’ | Marcatori | 115’ Steijn |

| Arbitro: | Atilla Karaoğlan |

|           |           |  |
| Beijmo 3’ | Marcatori |  |

| Arbitro: | Jakob Alexander Sundberg |

|                    |           |                                   |
| Bl. Krasniqi 90+2’ | Marcatori | 76’ Durosinmi 90+21’ (rig.) Jirka |

| Arbitro: | Dumitri Muntean |

|                       |           |                                                           |
| Kaprálik 66’ Bari 77’ | Marcatori | 30’ Hjulsager 62’, 89’ Cuypers 70’ Tissoudali 72’ Gerkens |

| Arbitro: | Jamie Robinson |

|                                                              |           |             |
| Pašalić 27’ Ivanović 39’, 45+3’, 90+2’ Goda 64’ Djouahra 81’ | Marcatori | 42’ Zulfiji |

| Arbitro: | Peter Kralović |

|                                                       |           |                 |
| Boyle 10’, 22’ Doidge 29’ Campbell 48’, 61’ Youan 65’ | Marcatori | 83’ De la Torre |

| Arbitro: | Michael Fabbri |

|             |           |  |
| Fabiano 80’ | Marcatori |  |

| Arbitro: | Juxhin Xhaja |

|                                    |           |                           |
| Đoković 27’, 82’ Oc. Popescu 90+1’ | Marcatori | 49’ Pedrinho 68’ Daskalov |

| Arbitro: | Krzysztof Jakubik |

|                                                   |           |                                  |
| Kolar 5’ Repas 62’ Brnić 82’ Iličić 120+2’ (rig.) | Marcatori | 27’ (rig.) Castro 42’, 46’ Trani |

| Arbitro: | Urs Schnyder |

|            |           |                        |
| Cortés 49’ | Marcatori | 53’ Gruber 65’ Polster |

| Arbitro: | Genc Nuza |

|           |           |             |
| Burch 27’ | Marcatori | 45+6’ Asoro |

| Arbitro: | Walter Altmann |

|                         |           |                                         |
| Martin 33’ Sloggett 89’ | Marcatori | 14’ Edmundsson 81’ (rig.) Steingrimsson |

| Arbitro: | Christian-Petru Ciochirca |

|             |           |                         |
| Fawcett 66’ | Marcatori | 100’ (rig.) Benjaminsen |

| Arbitro: | Kevin Clancy |

|                                          |           |                        |
| Wszołek 18’ Yuri Ribeiro 42’ Pekhart 71’ | Marcatori | 57’ Sadovski 84’ Malyj |

| Arbitro: | Robert Schröder |

|                   |                      |                              |
| Dzsudzsák 76’     | Marcatori            | 18’ Ustinov 67’ Mimito       |
| Bódi Mance Bárány | Tiri di rigore 3 – 1 | Edigaryan Mimito Mužek Fatai |

| Arbitro: | Viktor Kopiievskyi |

|                                         |                      |                                    |
|                                         | Marcatori            | 65’ Bajde                          |
| Tiago Silva Zé Carlos Villanueva Gaspar | Tiri di rigore 2 – 4 | Popovićc Kouter Bizjak Vrbanec Zec |

### Terzo turno

#### Sorteggio
Il sorteggio per il terzo turno di qualificazione si è svolto il 24 luglio 2023, ore 14:00 CEST.
Un totale di 64 squadre si affronteranno nel terzo turno di qualificazione. I club verranno suddivisi in due percorsi:
- Campioni (10 squadre): 8 vincitori del secondo turno di qualificazione (Percorso campioni), la cui identità non è nota al momento del sorteggio, e 2 perdenti del primo turno di qualificazione della UEFA Champions League.
- Piazzate (54 squadre): 9 squadre che entrano in questo turno e 45 vincitori del secondo turno di qualificazione (Percorso piazzate).

Per le vincitrici del secondo turno di qualificazione, la cui identità non sarà nota al momento del sorteggio, verrà utilizzato il coefficiente di club della squadra con il punteggio più alto in ogni accoppiamento. Le squadre della stessa federazione non possono essere sorteggiate l'una contro l'altra. La prima squadra estratta è la squadra che giocherà in casa la gara di andata.
| Gruppo 1                                                                   | Gruppo 2                                          |
| -------------------------------------------------------------------------- | ------------------------------------------------- |
| Flora Tallinn Valmiera Ħamrun Spartans Ferencváros Partizan Farul Costanza | Lincoln Red Imps Swift Hesperange Struga Ballkani |

| Gruppo 1                                           | Gruppo 1                                        | Gruppo 2                                       | Gruppo 2                                         | Gruppo 3                                                  | Gruppo 3                                                  |
| Teste di serie                                     | Non teste di serie                              | Teste di serie                                 | Non teste di serie                               | Teste di serie                                            | Non teste di serie                                        |
| -------------------------------------------------- | ----------------------------------------------- | ---------------------------------------------- | ------------------------------------------------ | --------------------------------------------------------- | --------------------------------------------------------- |
| Partizan Maccabi Tel Aviv Rapid Vienna Sepsi       | AEK Larnaca Debrecen Sabah Aqtöbe               | AZ Alkmaar PAOK Beşiktaş Celje                 | Hajduk Spalato Neftçi Baku FC Santa Coloma Nëman | Dinamo Kiev Midtjylland Hapoel Be'er Sheva Legia Varsavia | Omonia Levski Sofia Arīs Salonicco Austria Vienna         |
| Gruppo 4                                           | Gruppo 4                                        | Gruppo 5                                       | Gruppo 5                                         | Gruppo 6                                                  | Gruppo 6                                                  |
| Teste di serie                                     | Non teste di serie                              | Teste di serie                                 | Non teste di serie                               | Teste di serie                                            | Non teste di serie                                        |
| Gent Adana Demirspor Viktoria Plzeň Lucerna Arouca | Gżira Utd Pogoń Stettino Osijek Hibernian Brann | Fenerbahçe Club Bruges Twente Rijeka Rosenborg | Riga FC Maribor KA Akureyri B36 Tórshavn Hearts  | Tobyl Bodø/Glimt Lech Poznań APOEL FCSB                   | Spartak Trnava Derry City P'yownik Dila Gori Nordsjælland |

#### Risultati
| Squadra 1          | Totale          | Squadra 2        | Andata   | Ritorno     |
| Campioni           | Campioni        | Campioni         | Campioni | Campioni    |
| ------------------ | --------------- | ---------------- | -------- | ----------- |
| Ħamrun Spartans    | 2 - 8           | Ferencváros      | 1 - 6    | 1 - 2       |
| Farul Costanza     | 5 - 0           | Flora Tallinn    | 3 - 0    | 2 - 0       |
| Valmiera           | 1 - 3           | Partizan         | 1 - 2    | 0 - 1       |
| Ballkani           | 5 - 1           | Lincoln Red Imps | 2 - 0    | 3 - 1       |
| Struga             | 4 - 3           | Swift Hesperange | 3 - 1    | 1 - 2       |
| Piazzate           |                 |                  |          |             |
| AEK Larnaca        | 1 - 2           | Maccabi Tel Aviv | 1 - 1    | 0 - 1       |
| Sabah              | 2 - 2 (4-5 dtr) | Partizan         | 2 - 0    | 0 - 2 (dts) |
| Sepsi              | 2 - 1           | Aqtöbe           | 1 - 1    | 1 - 0       |
| Rapid Vienna       | 5 - 0           | Debrecen         | 0 - 0    | 5 - 0       |
| Hajduk Spalato     | 0 - 3           | PAOK             | 0 - 0    | 0 - 3       |
| FC Santa Coloma    | 0 - 3           | AZ Alkmaar       | 0 - 1    | 0 - 2       |
| Celje              | 5 - 1           | Nëman            | 1 - 0    | 4 - 1       |
| Neftçi Baku        | 2 - 5           | Beşiktaş         | 1 - 3    | 1 - 2       |
| Omonia             | 2 - 5           | Midtjylland      | 1 - 0    | 1 - 5       |
| Arīs Salonicco     | 2 - 2 (5-6 dtr) | Dinamo Kiev      | 1 - 0    | 1 - 2 (dts) |
| Legia Varsavia     | 6 - 5           | Austria Vienna   | 1 - 2    | 5 - 3       |
| Hapoel Be'er Sheva | 1 - 2           | Levski Sofia     | 0 - 0    | 1 - 2       |
| Hibernian          | 5 - 3           | Lucerna          | 3 - 1    | 2 - 2       |
| Viktoria Plzeň     | 6 - 0           | Gżira Utd        | 4 - 0    | 2 - 0       |
| Arouca             | 3 - 4           | Brann            | 2 - 1    | 1 - 3       |
| Gent               | 6 - 2           | Pogoń Stettino   | 5 - 0    | 1 - 2       |
| Adana Demirspor    | 7 - 4           | Osijek           | 5 - 1    | 2 - 3       |
| B36 Tórshavn       | 1 - 5           | Rijeka           | 1 - 3    | 0 - 2       |
| Twente             | 5 - 0           | Riga FC          | 2 - 0    | 3 - 0       |
| Rosenborg          | 3 - 4           | Hearts           | 2 - 1    | 1 - 3       |
| Fenerbahçe         | 6 - 1           | Maribor          | 3 - 1    | 3 - 0       |
| Club Bruges        | 10 - 2          | KA Akureyri      | 5 - 1    | 5 - 1       |
| Dila Gori          | 0 - 3           | APOEL            | 0 - 2    | 0 - 1       |
| Lech Poznań        | 3 - 4           | Spartak Trnava   | 2 - 1    | 1 - 3       |
| FCSB               | 0 - 2           | Nordsjælland     | 0 - 0    | 0 - 2       |
| Tobyl              | 1 - 1 (6-5 dtr) | Derry City       | 1 - 0    | 0 - 1 (dts) |
| Bodø/Glimt         | 6 - 0           | P'yownik         | 3 - 0    | 3 - 0       |

Note
1. ↑  Inversione di campo rispetto all'esito del sorteggio.

##### Andata

###### Campioni
| Arbitro: | Jakob Alexander Sundberg |

|                                     |           |           |
| Ibraimi 23’, 40’ (rig.), 77’ (rig.) | Marcatori | 46’ Stolz |

| Arbitro: | Joni Hyytiä |

|           |           |                     |
| Silva 27’ | Marcatori | 58’ Cara 76’ Grezda |

| Arbitro: | Ioannis Papadopoulos |

|                                      |           |  |
| Alibec 48’ Budescu 80’ Queirós 90+5’ | Marcatori |  |

| Arbitro: | Eldorjan Hamiti |

|                |           |                                                               |
| Montebello 89’ | Marcatori | 3’ Abu Fani 51’ Zachariassen 53’, 56’, 65’ B. Varga 90’ Owusu |

| Arbitro: | Kristoffer Karlsson |

|                         |           |  |
| Korenica 59’ Trashi 62’ | Marcatori |  |

###### Piazzate
| Arbitro: | Jonathan Lardot |

|           |           |           |
| Faraj 80’ | Marcatori | 64’ Cohen |

| Arbitro: | Vassilis Fotias |

|                                        |           |  |
| Orban 13’, 35’, 64’ Cuypers 40’, 45+1’ | Marcatori |  |

| Arbitro: | Walter Altmann |

|                |           |  |
| Asrankulov 65’ | Marcatori |  |

| Arbitro: | Giorgi Kruashvili |

|                     |           |  |
| Letić 70’ Isaev 74’ | Marcatori |  |

| Arbitro: | Ion Orlic |

|                                         |           |  |
| Grønbæk 6’ Moumbagna 31’ Pellegrino 56’ | Marcatori |  |

| Arbitro: | Sigurd Kringstad |

|           |           |  |
| Bezus 38’ | Marcatori |  |

| Arbitro: | Visar Kastrati |

|           |           |             |
| Varga 89’ | Marcatori | 65’ Santana |

| Arbitro: | Sayat Karabayev |

|  |           |                |
|  | Marcatori | 75’ Mihailović |

| Arbitro: | Lukas Fähndrich |

|           |           |                                   |
| Lebon 79’ | Marcatori | 14’ Aboubakar 23’ Muleka 62’ Uçan |

| Arbitro: | Vilhjálmur Þórarinsson |

|                                              |           |  |
| Bucha 10’ Durosinmi 23’ Šulc 73’ Kopic 90+4’ | Marcatori |  |

| Arbitro: | Goga Kikacheishvili |

|                                                         |           |           |
| Svensson 3’ Sarı 16’ Ndiaye 52’, 67’ (rig.) Erdoğan 88’ | Marcatori | 73’ Gržan |

| Arbitro: | Andrei Chivulete |

|                              |           |               |
| Frederiksen 15’ Nelson 45+2’ | Marcatori | 79’ Shankland |

| Arbitro: | Pierre Gaillouste |

|          |           |                   |
| Muçi 87’ | Marcatori | 11’, 56’ Huskovic |

| Arbitro: | Jasmin Sabotic |

|  |           |                         |
|  | Marcatori | 45+1’ Crespo 64’ Efraim |

| Be'er Sheva 10 agosto 2023, ore 19:30 CEST ritorno → | Hapoel Be'er Sheva | 0 – 0 referto | Levski Sofia | Stadio Yaakov Turner (8 974 spett.)\| Arbitro: \| Miguel Nogueira \| |
| Arbitro:                                             | Miguel Nogueira    |               |              |                                                                      |

| Arbitro: | Daniyar Sakhi |

|               |           |  |
| Ikwuemesi 69’ | Marcatori |  |

| Arbitro: | David Munro |

|                         |           |             |
| Mújica 23’ González 74’ | Marcatori | 80’ Warming |

| Arbitro: | Mohammed Al-Emara |

|               |           |                                           |
| Agnarsson 33’ | Marcatori | 41’ (rig.) Janković 48’ Goda 88’ Radeljić |

| Arbitro: | Robert Schröder |

|                       |           |  |
| Sampsted 11’ Rots 67’ | Marcatori |  |

| Arbitro: | Robert Jones |

|                                          |           |              |
| Becão 58’ Kahveci 62’ Tadić 90+3’ (rig.) | Marcatori | 72’ Strajnar |

| Arbitro: | Miloš Milanović |

|                                                                         |           |             |
| Spileers 10’ Vanaken 40’ Skov Olsen 41’ Thiago 45’ (rig.) Yaremchuk 77’ | Marcatori | 60’ Willard |

| Arbitro: | Atilla Karaoğlan |

|                           |           |             |
| Marchwiński 46’ Velde 63’ | Marcatori | 87’ Štetina |

| Arbitro: | Jarred Gillett |

|                  |           |  |
| Palma 69’ (rig.) | Marcatori |  |

| Arbitro: | Robertas Valikonis |

|                                |           |          |
| Newell 46’ Vente 72’ Obita 90’ | Marcatori | 56’ Beka |

| Bucarest 10 agosto 2023, ore 20:30 CEST ritorno → | FCSB           | 0 – 0 referto | Nordsjælland | Stadio Arcul de Triumf (27 135 spett.)\| Arbitro: \| Miloš Bošković \| |
| Arbitro:                                          | Miloš Bošković |               |              |                                                                        |

| Vienna 10 agosto 2023, ore 21:00 CEST ritorno → | Rapid Vienna | 0 – 0 referto | Debrecen | Weststadion (17 200 spett.)\| Arbitro: \| Rob Hennessy \| |
| Arbitro:                                        | Rob Hennessy |               |          |                                                           |

| Spalato 10 agosto 2023, ore 21:00 CEST ritorno → | Hajduk Spalato | 0 – 0 referto | PAOK | Poljud Stadion (33 573 spett.)\| Arbitro: \| Morten Krogh \| |
| Arbitro:                                         | Morten Krogh   |               |      |                                                              |

##### Ritorno

###### Campioni
| Arbitro: | Luka Bilbija |

|  |           |                           |
|  | Marcatori | 3’ Rivaldinho 18’ Budescu |

| Arbitro: | Kristoffer Hagenes |

|            |           |                                 |
| Juampe 66’ | Marcatori | 48’ Korenica 64’ Kuč 90+8’ Zyba |

| Arbitro: | Georgi Davidov |

|                         |           |          |
| Traoré 41’ B. Varga 69’ | Marcatori | 6’ Mbong |

| Arbitro: | Sandi Putros |

|                 |           |  |
| Cara 21’ (rig.) | Marcatori |  |

| Arbitro: | Helgi Mikael Jónasson |

|                               |           |             |
| Hemkemeier 70’ Akhalaia 90+4’ | Marcatori | 17’ Ibraimi |

###### Piazzate
| Arbitro: | Daniele Chiffi |

|  |           |          |
|  | Marcatori | 66’ Păun |

| Arbitro: | Ruddy Buquet |

|                    |           |               |
| Koulourīs 79’, 86’ | Marcatori | 90+5’ Cuypers |

| Arbitro: | Matthew De Gabriele |

|  |           |                                              |
|  | Marcatori | 43’ (rig.) Pellegrino 49’ Berg 54’ Gulliksen |

| Arbitro: | Genc Nuza |

|                            |           |  |
| Ingvartsen 43’ (rig.), 85’ | Marcatori |  |

| Arbitro: | Fran Jović |

|                   |           |  |
| Zahavi 86’ (rig.) | Marcatori |  |

| Arbitro: | Sebastian Gishamer |

|                                                           |                      |                                                                 |
| Vološyn 45’ Karavajev 85’                                 | Marcatori            | 39’ Đurasek                                                     |
| Bražko Andriyevskyi Diallo Parris Benito Dyachuk Dubinčak | Tiri di rigore 6 – 5 | Fabiano Menéndez Rupp Ferrari Christodoulopoulos Zamora Odubajo |

| Arbitro: | Dumitri Muntean |

|                                 |           |              |
| Welton Felipe 15’ Ronaldo 90+6’ | Marcatori | 79’ Stojanov |

| Arbitro: | Denys Shurman |

|  |           |                         |
|  | Marcatori | 47’ Traoré 70’ Vlkanova |

| Arbitro: | Bram Van Driessche |

|                                |           |           |
| Myhre 6’ Knudsen 42’ Finne 45’ | Marcatori | 57’ Sylla |

| Arbitro: | Chrysovalantis Theouli |

|  |           |                                     |
|  | Marcatori | 57’ Rots 90’ Besselink 90+2’ Ünüvar |

| Arbitro: | István Vad |

|                              |           |                                                           |
| Gruber 69’, 83’ Ranftl 90+7’ | Marcatori | 39’ Elitim 45+1’ Gual 59’ Pekhart 87’ Rosołek 90+10’ Muçi |

| Arbitro: | Robert Ian Jenkins |

|              |           |  |
| Ndongala 48’ | Marcatori |  |

| Arbitro: | Sascha Stegemann |

|                                        |           |  |
| Schwab 12’ (rig.) A. Živković 79’, 85’ | Marcatori |  |

| Arbitro: | Ian McNabb |

|                                                                |           |               |
| Cho Gue-sung 27’ (rig.) Franculino 43’, 45+2’, 64’ Gigović 80’ | Marcatori | 31’ Kakoullīs |

| Arbitro: | Julian Weinberger |

|                          |           |              |
| Aboubakar 57’ Muleka 71’ | Marcatori | 36’ Mahmudov |

| Arbitro: | Ferenc Karakó |

|             |           |                                  |
| Şükürov 82’ | Marcatori | 21’, 55’ Bobičanec 35’, 67’ Lamy |

| Arbitro: | John Brooks |

|                                          |           |                        |
| Nejašmić 43’ Caktaš 59’ Gržan 82’ (rig.) | Marcatori | 31’ Sarı 90+1’ Erdoğan |

| Arbitro: | Michael Fabbri |

|              |           |                                                |
| Petersen 59’ | Marcatori | 7’ Boyata 45+3’ Skóraś 57’, 65’, 75’ Yaremchuk |

| Arbitro: | César Soto Grado |

|                                  |           |           |
| Ofori 37’ Daniel 50’ Štetina 74’ | Marcatori | 63’ Velde |

| Arbitro: | Oleksii Derevinskyi |

|                       |           |  |
| Pašalić 14’ Grgić 82’ | Marcatori |  |

| Arbitro: | Fábio Veríssimo |

|  |           |                                     |
|  | Marcatori | 17’ Kahveci 77’ Szymański 79’ Tadić |

| Arbitro: | Henrik Nalbandyan |

|                          |           |  |
| Van Bommel 41’ Lahdo 78’ | Marcatori |  |

| Arbitro: | Aristotelis Diamantopoulos |

|                     |           |                     |
| Kadák 16’ Ademi 67’ | Marcatori | 10’ Youan 73’ Boyle |

| Arbitro: | David Fuxman |

|                                 |           |                |
| Shankland 13’ Devlin 50’, 90+2’ | Marcatori | 6’ Þorvaldsson |

| Arbitro: | Peter Kralović |

|                                                               |                      |                                                              |
| Patching 15’                                                  | Marcatori            |                                                              |
| McEleney B. Kavanagh Mullen McEneff Doherty C. Kavanagh Maher | Tiri di rigore 5 – 6 | Orazov Vukadinović Šachov Asrankulov Ilić Mladjovic Kireenko |

| Arbitro: | Bartosz Frankowski |

|                                      |                      |                                            |
| Saldanha 30’ Natkho 58’              | Marcatori            |                                            |
| Pavlović Nikolić Kalulu Antić Baždar | Tiri di rigore 5 – 4 | Isayev Apeh C. Nuriyev Christian Alasgarov |

| Arbitro: | Aleksandar Stavrev |

|  |           |                                                                              |
|  | Marcatori | 15’ Seidl 43’ (aut.) Romanchuk 52’ Grüll 72’ Burgstaller 90’ (aut.) Baranyai |